# Metrô FM
Metrô FM foi uma estação de rádio brasileira concessionada em Guaíba, porém sediada em Porto Alegre, respectivamente cidade e capital do Rio Grande do Sul. Pertencia ao Grupo RBS e operava na frequência 91,3 MHz FM. Foi extinta em 13 de maio de 2008, abrindo espaço para a retransmissão da Rádio Gaúcha, na frequência 93,7 MHz.

## História
A rádio foi fundada em 14 de fevereiro de 1994 no lugar da antiga afiliada da Rede Transamérica a rádio Transamérica Pop São Paulo, após a extinção da Rádio Princesa, pelo extinto grupo SITARCOM (Sistema Tartarotti de Comunicação) de propriedade do empresário Telmo Jaime Tartarotti (que também comandava a frequência 95.9 MHz, Rádio Liberdade, hoje de propriedade da Rede Pampa de Comunicação). A Rádio Metropolitana FM (seu nome original) veio para suprir um vácuo que ficou no rádio porto-alegrense após a extinção da Rádio Princesa AM seguindo a mesma linha de programação voltada para o samba, pagode e axé. Sendo que grande parte dos profissionais da antiga rádio transferiram-se para a Metrô FM, nome pelo qual a 91,3 ficou conhecida então.

### Música
Sempre com uma programação dinâmica, apoiava as bandas e cantores locais abrindo espaço para que mostrassem seus trabalhos. Já contou com grandes nomes do rádio gaúcho como Leandro Maia, Adoniran Ferreira, Girózinho, Henrique Brites, Carlos Vidal, Paulo Vidal, Zezé Maravilha, Luana Soft (Marcelo Santos),Claudio Vieira, Jairo Bola (coordenou a emissora de 1994 a início de 1999) sendo substituido por Delmar Barbosa Pavão, entre outros. Chegou ao auge na passagem da década de 1990 para os anos 2000 quando o grupo SITARCOM contava com, além das duas rádios (Liberdade e Metrô), uma repetidora CNT (canal 46), um jornal (Jornal da Metrô), uma produtora (Produtora Raízes), um trio elétrico (Raízão), uma casa noturna (Cervejaria Raízes que não obteve muito sucesso), uma rede de lojas de CDs (Raízes Discos), uma revista mensal (Revista da Metrô) e uma gravadora (Raízes Discos) que detinha os contratos de grande parte dos artistas locais.

### Fechamento
Por problemas financeiros em 2001 o SITARCOM alugou por um ano o sinal da Metrô para uma rádio evangélica. Em agosto de 2002 a Metrô volta a transmitir sua programação em sua frequência já tradicional 91,3 MHz com muitas alterações e com um grupo muito reduzido que pouco depois se restabeleceu quase que por completo em 2006, após a aquisição da emissora pela RBS. Nessa época houve a saída do comunicador Henrique Brites e o encerramento do clássico programa das noites porto-alegrenses Ritmos de Baile, com programação de black music, que tinha a apresentação dos DJ's Mister Tinga, Luisinho e  Geovane.
Em 13 de maio de 2008, a programação regular da Metrô FM saiu do ar e foi substituída por uma programação de expectativa, com o nome provisório de Nova FM, que continha músicas de MPB e a retransmissão das jornadas esportivas da Rádio Gaúcha. Ao mesmo tempo, a rádio trocou de frequência e passou a ser sintonizada nos 93,7 MHz. À meia-noite do dia 28 de maio, a Gaúcha assumiu a frequência em definitivo, passando a opera-la junto com a AM 600 kHz.

### Volta da Rádio Metrô em 2009
Em março de 2009, a Rede Pampa de Comunicação mudou o nome da então Rádio Caiçara FM, frequência 101,9 MHz de São Francisco de Paula, para Metrô FM, dando a impressão de que a rádio estaria voltando ao ar. A nova Metrô FM podia ser sintonizada também em Porto Alegre.
O nome Metrô FM durou pouco tempo. Em maio de 2009, a Rede Pampa alterou o nome da rádio para Princesa FM e trocou sua programação para música clássica..